# Ocypus olens
Il cocchiere del diavolo (Ocypus olens  (Müller, 1764), sin. Staphylinus olens) è un coleottero della famiglia Staphylinidae con forma del corpo allungata, due potenti mascelle con apertura laterale e una particolare coda che si rizza verso l'avversario quando si sente minacciato. È particolarmente aggressivo. La sua dieta comprende coccinelle, necrofori, porcellini di terra, forfecchie, in certi casi opilioni e vermi. Si nutre anche d'invertebrati morti, ad esempio cadaveri di lumache.

## Descrizione
Sono lunghi 3,5 - 4 cm e sono di colore nero di forma allungata. Le zampe anteriori sono più forti così da essere più veloci. Hanno ali membranose e corte, le elitre sono molto dure. Hanno antenne serrate e corte. Presentano diolpismo sessuale, infatti le femmine sono più aggressive e diffuse dei maschi (i quali preferiscono nascondersi non essendo capaci di difendersi). Le larve sono lunghe 3-4 cm con addome bianco e torace e testa arancioni.

## Biologia
Vive nei luoghi umidi e odia il sole. Di giorno tende a nascondersi e va a caccia soprattutto di notte.
Particolarmente attivo tra i mesi di aprile e ottobre, è un carnivoro molto vorace ed è dimostrato che, in caso di scarsa presenza di cibo, questo insetto può praticare il cannibalismo, dando vita quindi a veri e propri combattimenti per la sopravvivenza. Non esita ad attaccare prede più grandi di lui, tanto che sono pochi gli insetti in grado di cacciarlo. La sua arma vincente sono le mandibole ad apertura laterale, che gli conferiscono un morso molto potente e una presa resistente.
La coda (come in molti stafilini) si rizza in avanti quando l'animale si sente minacciato; questo comportamento porta spesso a confonderlo con una specie di scorpione. Proprio per il particolare movimento della coda e per la vaga somiglianza con l'elaterio, è anche chiamato volgarmente "scorpione-elaterio".
Un ulteriore meccanismo di difesa è rappresentato da due piccole ghiandole bianche poste all'estremità dell'addome, in grado di secernere un liquido maleodorante (da cui il nome specifico olens - odoroso).
L'accoppiamento avviene in autunno. Le uova, grandi 4mm circa, vengono deposte singolarmente e si schiudono dopo circa un mese. Le larve, che assomigliano agli adulti eccetto per le dimensioni e la mancanza di ali, vivono prevalentemente nel terreno. Dopo cinque mesi e due mute, le larve s'impupano e diventano adulti.
L'adulto può sopravvivere a un secondo inverno.

## Distribuzione e habitat

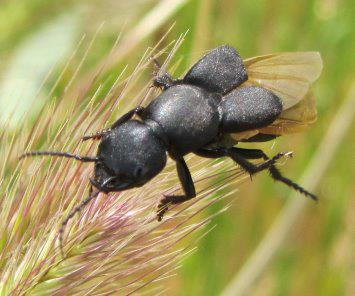
Ocypus olens ad ali spiegate

Ocypus olens è presente in quasi tutta l'Europa, nonché nelle Azzorre e nelle Canarie. È stato introdotto accidentalmente anche lungo la costa pacifica degli Stati Uniti.
Vive in ambienti diversi, preferibilmente (ma non esclusivamente) con un buon grado di umidità, per esempio foreste, giardini, ecc. Come in genere gli stafilinidi, ama rifugiarsi sotto i sassi o il legno morto.